# Selma Rosun
Selma Sharon Jessika Rosun (* 26. April 1991 in Saint-Pierre) ist eine mauritische Leichtathletin, die sich auf den Speerwurf spezialisiert hat.

## Sportliche Laufbahn
Erste internationale Erfahrungen sammelte Selma Rosun bei den Juniorenafrikameisterschaften 2009 in Bambous, bei denen sie mit einer Weite von 44,42 m die Bronzemedaille gewann. Im Jahr darauf nahm sie an den Afrikameisterschaften in Nairobi teil und erreichte mit 43,41 m Rang zehn. 2011 wurde sie bei den Afrikaspielen in Maputo mit 43,14 m Fünfte und bei den Afrikameisterschaften 2012 in Porto-Novo mit 45,93 m Sechste. 2013 gewann sie bei den Spielen der Frankophonie in Nizza mit einem Wurf auf 49,36 m die Bronzemedaille. 2014 nahm sie erstmals an den Commonwealth Games in Glasgow teil und belegte mit 47,39 m Platz zwölf. Anschließend gewann sie bei den Afrikameisterschaften in Marrakesch mit einer Weite von 48,04 m die Bronzemedaille hinter der Südafrikanerin Sunette Viljoen und Zuta Mary Nartey aus Ghana. Bei den Afrikaspielen 2015 in Brazzaville belegte sie mit 48,49 m den sechsten Platz und wurde bei den Afrikameisterschaften in Durban im Jahr darauf mit 48,90 m Siebte. 2017 erreichte sie bei den Spielen der Frankophonie in Abidjan mit 48,02 m den vierten Platz und 2018 belegte sie bei den Commonwealth Games im australischen Gold Coast mit einem Wurf auf 49,09 m Rang sieben. Im August belegte sie bei den Afrikameisterschaften in Asaba mit 50,65 m den fünften Platz.
2019 nahm sie erneut an den Afrikaspielen in Rabat teil und klassierte sich dort mit 51,81 m auf dem fünften Platz. 2022 belegte sie bei den Afrikameisterschaften in Port Louis mit 45,84 m den siebten Platz und im Jahr darauf siegte sie mit 47,91 m bei den Spielen der Frankophonie in Kinshasa. 2024 belegte sie bei den Afrikaspielen in Accra mit 50,75 m den vierten Platz, wie auch bei den Afrikameisterschaften im Juni in Douala mit 49,41 m.
2023 wurde Rosun mauritische Meisterin im Speerwurf.